# Steenisia
Steenisia, monotipski rod broćevki smješten u vlastiti tribus Steenisieae, dio potporodice Ixoroideae. Postoji pet vrsta, sve su endemi s Bornea.
Tribus je opisan 2013.

## Vrste
1. Steenisia borneensis (Valeton) Bakh.f.
2. Steenisia corollina (Valeton) Bakh.f.
3. Steenisia elata (Valeton) Bakh.f.
4. Steenisia pleurocarpa (Airy Shaw) Bakh.f.
5. Steenisia pterosepala (Airy Shaw) Bakh.f.